# Bobog
Bobog est un village de la région du Centre du Cameroun, situé dans la commune de Bot-Makak. Le village est en fait composé de deux villages Bobog I et Bobog II

## Population et développement
En 1962, la population de Bobog était de 304 habitants. La population de Bobog était de 814 habitants lors du recensement de 2005, dont 536 habitants pour Bobog I et 278 habitants pour Bobog II. La population est constituée pour l’essentiel de Bassa.  